# Diplotaxis foveicollis
Diplotaxis foveicollis är en skalbaggsart som beskrevs av Moser 1918. Diplotaxis foveicollis ingår i släktet Diplotaxis och familjen Melolonthidae. Inga underarter finns listade i Catalogue of Life.